# Carlos Castaneda
Carlos Castaneda   (Cajamarca, 25 de desembre de 1925 - Los Angeles, 27 d'abril de 1998) va ser un autor i antropòleg americà.
És conegut pel seu debut The Teachings of Don Juan (1968) que inicià una sèrie de llibres en què explica en primera persona les seves experiències amb el xamanisme i la seva vida amb Don Juan Matus, el bruixot que considerava el seu mestre. Va arribar a vendre'n més de 28 milions de còpies en 17 idiomes i va ser portada de la Revista Time.
Mentre els crítics el descriuen com un autor de ficció i qüestionen l'existència de Don Juan, els seus adeptes en destaquen les lliçons filosòfiques i contraculturals.
Va retirar-se de la vida pública el 1973 i va viure gran part de la seva vida expandint el seu desenvolupament espiritual amb diversos col·legues i deixebles.